# Juan Mayorga

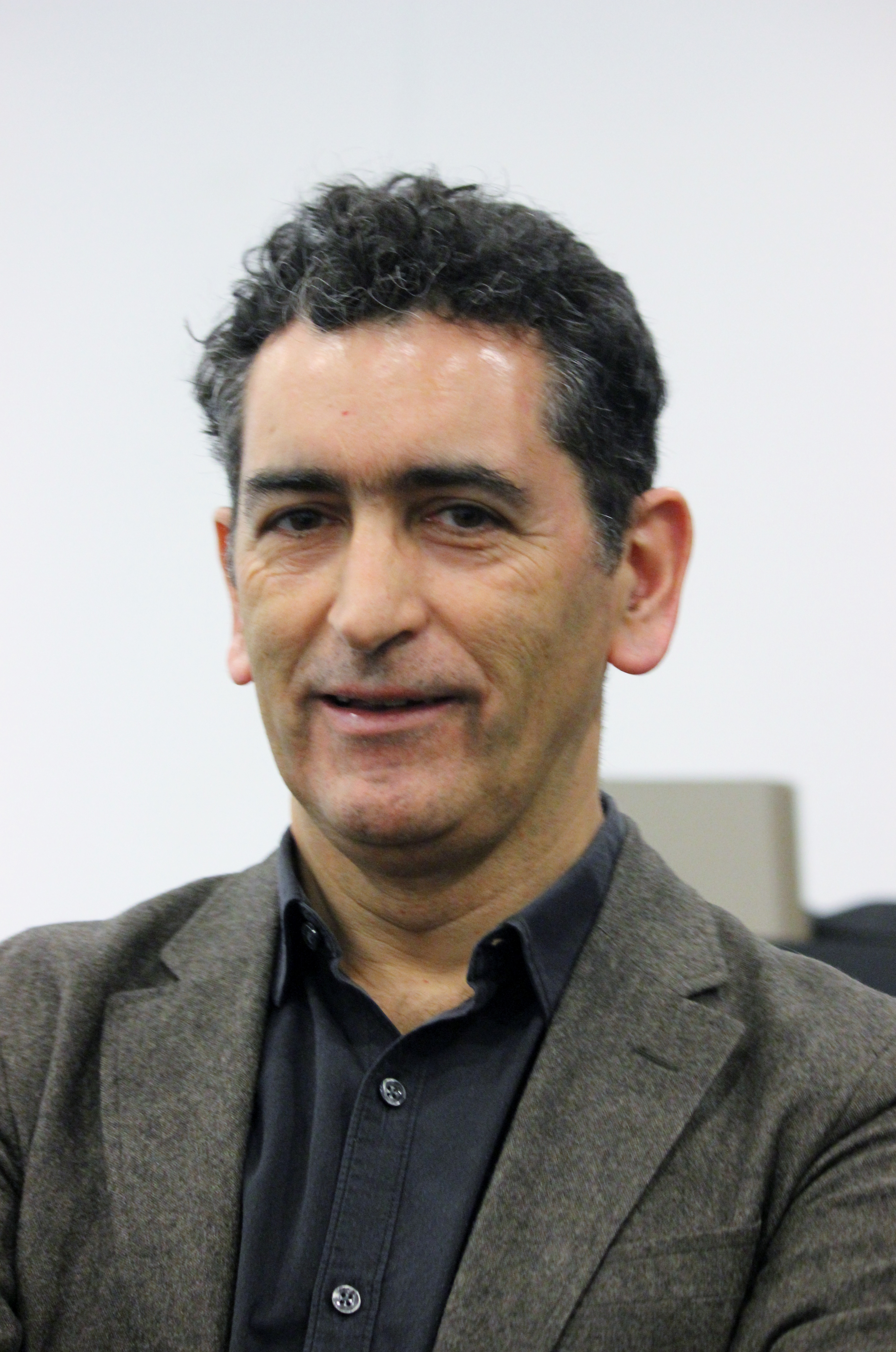
Juan Mayorga (2018)

Juan Antonio Mayorga Ruano (* 6. April 1965 in Madrid) ist ein spanischer Dramatiker, Dramaturg und Hochschullehrer. Er ist Leiter des Teatro de La Abadía y el Corral de Comedias de Alcalá de Henares und Inhaber der Cátedra de Artes Escénicas der Universidad Carlos III de Madrid. Er wurde mit zahlreichen Preisen ausgezeichnet, darunter dem Premio Nacional de Teatro (2007) und dem Prinzessin-von-Asturien-Preis für Literatur (2022) und ist seit 2018 Mitglied der Königlich Spanischen Akademie (Real Academia Española). Er gilt als einer der meistgespielten zeitgenössischen spanischen Dramatiker.

## Leben
Mayorga wuchs im Madrider Stadtteil Chamartín auf. Nachdem er 1988 sein Examen in Philosophie und Mathematik abgelegt hatte, setzte er als Forschungsstipendiat des Instituts für Philosophie des Obersten Rats für wissenschaftliche Forschung (Consejo Superior de Investigaciones Científicas, CSIC), unter der Leitung des Philosophen Reyes Mate, sein Studium in Münster, Berlin und Paris fort. Er promovierte 1997 an der Universidad Nacional de Educación a Distancia in Philosophie. Seine Dissertation trägt den Titel: La filosofía de la historia de Walter Benjamin (dt.: Walter Benjamins Philosophie der Geschichte).
Seit 1994 unterrichtet er Mathematik, fünf Jahre an Sekundarschulen in Madrid und Alcalá de Henares. Außerdem ist er Dozent für Dramaturgie und Philosophie an der Escuela Superior de Arte Dramático, einer Schauspielschule in Madrid. Er leitete das Seminar zu Erinnerung und Denken im zeitgenössischen Theater (Memoria y pensamiento en el teatro contemporáneo) am Obersten Rat für wissenschaftliche Forschung. Ebenso hat er den Lehrstuhl für Darstellende Kunst (Cátedra de Artes Escénicas) an der Universität Carlos III zu Madrid inne, an dem er Szenisches Schreiben unterrichtet.
Zu seinen wichtigsten philosophischen Arbeiten gehören Revolución conservadora y conservación revolucionaria. Política y memoria en Walter Benjamin (auf Deutsch: Konservative Revolution und revolutionäre Bewahrung. Politik und Erinnerung bei Walter Benjamin) und Elipses.
Er ist verheiratet und hat drei Kinder.

## Dramatik

### El Astillero
Im Jahr 1993 gründete er zusammen mit den Dramatikern José Ramón Fernández, Luis Miguel González Cruz und Raúl Hernández Garrido das Teatro del Astillero. Zuvor hatte er mit diesen an einem Workshop von Marco Antonio de la Parra teilgenommen, an dem auch Angélica Liddell und Pedro Víllora beteiligt waren. Später stieß dann Guillermo Heras zu El Astillero, der der Gruppe die Dimension einer Theaterproduktionsgesellschaft verlieh, in der er auch einige Stücke von Mayorga inszenierte. 2006 löste sich Mayorga vom Projekt Astillero, über das er im Rückblick 2008 sagte: „El Astillero begann als Treffpunkt für einige von uns Autoren, die sich bei einem Workshop von Marco Antonio de la Parra begegneten und bei dem auch Angélica Liddell anwesend war. Wir trafen uns, um unsere Texte zu lesen und sie zu kommentieren. Dann kam Guillermo Heras zu uns und begann, sie zu inszenieren und zu veröffentlichen. Und es ist für uns nach wie vor ein Ort der Agitation, der Begegnung und des Ideenaustausches. Ich habe das Gefühl, dass ich sowohl El Astillero als auch Guillermo viel zu verdanken habe.“
Seit 2001 arbeitete Mayorga wiederholt mit Ensembles wie Animalario zusammen, das seine Werke erstmals bekannt machte und war als Arrangeur und Dramaturg für das Centro Dramático Nacional und die Compañía Nacional de Teatro Clásico tätig.
Im Jahr 2011 gründete Mayorga das Ensemble La Loca de la Casa, mit dem er 2012 sein Stück La lengua en pedazos und 2015 Reikiavik aufführte.
Im Februar 2022 wurde er zum Direktor des Teatro de La Abadía und des Corral de Comedias de Alcalá ernannt.

### Einflüsse
Mayorga betonte seine Bewunderung für das Werk und das Denken von Walter Benjamin: 
„Soy deudor de Benjamin, hasta el punto de que la autointerpretación de mi trabajo le es deudora. Hay motivos, estrategias y fines de mi trabajo, tanto filosófico como teatral, que han sido ahormados por Benjamin. Por ejemplo, la figura de la traducción que es fundamental en mi teatro, la meditación sobre la violencia, la centralidad del pasado fallido, todos esos son motivos benjaminianos.“

„Ich stehe in Benjamins Schuld, und zwar insofern, als dass die Selbstinterpretation meiner Arbeit ihm zu verdanken ist. Es gibt Motive, Strategien und Ziele meiner Arbeit, sowohl philosophisch als auch theatralisch, die von Benjamin geprägt sind. Zum Beispiel die Figur der Übersetzung, die in meinem Theater eine zentrale Rolle spielt, die Auseinandersetzung mit der Gewalt, die zentrale Rolle der gescheiterten Vergangenheit, all das sind Benjaminsche Motive“.
In seinem Buch Elipses analysierte Mayorga seine Vorliebe für die Darstellung gewalttätiger und mächtiger Charaktere:
„Creo que mi misión cuando construyo un personaje como el Hombre Bajo de Animales nocturnos, como el Comandante de Himmelweg, es que el espectador no se sienta frente a un monstruo respecto del que él se siente inocente, sino que experimente hasta qué punto resuenan en él los argumentos de ese personaje, sienta su afinidad a él, como en un momento dado digo, en qué medida yo me reconozco en Caín, o al menos comprendo a Caín.“

„Ich denke, meine Aufgabe, wenn ich eine Figur wie den Niederen Mann in Animales nocturnos oder den Kommandanten in Himmelweg erfinde, besteht darin, dass der Zuschauer nicht das Gefühl hat, einem Monster gegenüberzustehen, zu dem er sich im Vergleich unschuldig fühlt, sondern dass er erfährt, inwieweit die Argumente dieser Figur in ihm mitschwingen, er seine Affinität zu ihm spürt, wie ich an einer bestimmten Stelle sage, inwieweit ich mich in Kain wiedererkenne, oder Kain zumindest verstehe.“
Der Theaterkritiker Marcos Ordóñez spricht von gewissen Bezügen in Mayorgas Werk zum englischen Theater von Tom Stoppard, David Hare oder Harold Pinter. Außerdem verbindet Ordóñez das Theater Mayorgas mit avantgardistischen europäischen Autoren wie Eugène Ionesco, Luigi Pirandello oder Eduardo De Filippo.

## Theaterwerke
Juan Mayorga ist Autor zahlreicher Theaterstücke. Seine Werke werden unterschieden in modernes Thesentheater, Komödien, poetische Werke und Kurzstücke. Sein erstes Stück, Siete hombres buenos, zweitplatziert beim Marqués de Bradomín-Preis, veröffentlicht im Band Marqués de Bradomín 1989 (1990), schrieb er im Alter von 24 Jahren. Es wurde 2020 uraufgeführt. Seitdem hat sein Engagement für das Theater zugenommen und pro Jahr gibt es ein bis zwei Neuproduktionen.

### Werke
- Siete hombres buenos (1989)
- Más ceniza (1993), Calderón de la Barca-Preis 1992
- El traductor de Blumemberg (1993)
- El sueño de Ginebra (1993)
- Concierto fatal de la viuda Kolakowski (1994)
- El hombre de oro (1996)
- Cartas de amor a Stalin (1997)
- El jardín quemado (1999)
- Angelus Novus (1999)
- El Gordo y el Flaco (2001)
- Alejandro y Ana (en colaboración con Juan Cavestany) (2002)
- Sonámbulo (2003)
- Palabra de perro (2003)
- Himmelweg (2003)
- Animales nocturnos (2003)
- Últimas palabras de Copito de Nieve (2004)
- Hamelin (2005)
- Job (2006)
- El chico de la última fila (2006)[16] (Der Junge aus der letzten Reihe. Deutschsprachige Erstaufführung 2014.)[17]
- Fedra (2007)
- La paz perpetua (2007)
- Primera noticia de la catástrofe (2007)
- La tortuga de Darwin (2008)
- El cartógrafo (2009) (Der Katograph)[18]
- Los yugoslavos (2010)
- El elefante ha ocupado la catedral (2011)
- La lengua en pedazos (2011)[19]
- El crítico (Si supiera cantar me salvaría) (2012)[20]
- Reikiavik (2012), über die Partie Schach zwischen Boris Spassky und Bobby Fischer
- Penumbra (in Zusammenarbeit mit Juan Cavestany)
- El arte de la entrevista (2014)[13] (Die Kunst des Interviews. Deutschsprachige Erstaufführung  2018)[21]
- Famélica (2014)[22]
- El Golem (2015)
- Amistad (2017)
- El mago (2017)
- La intérprete (2018)
- Intensamente azules (2018)
- Shock 1 (el cóndor y el puma) (2020) (in Zusammenarbeit mit Juan Cavestany, Albert Boronat und Andés Lima)
- Shock 2 (la tormenta y la guerra) (2021) (in Zusammenarbeit mit Juan Cavestany, Albert Boronat und Andés Lima)
- Silencio (2022), nach seiner Begrüßungsansprache an die Real Academia Española

### Kurzstücke
Unter dem Titel Teatro para minutos, sammelte Mayorga seine Kurzstücke. Zu diesen zählen:
El hombre de oro, La mala imagen, Legión, El guardián, La piel, Amarillo, El Crack, La mujer de mi vida, BRGS, La mano izquierda, Una carta de Sarajevo, Encuentro en Salamanca, El buen vecino, Candidatos, Inocencia, Justicia, Manifiesto Comunista, Sentido de calle, El espíritu de Cernuda, La biblioteca del diablo, Tres anillos, Mujeres en la cornisa, Método Le Brun para la felicidad, Departamento de Justicia, JK, La mujer de los ojos tristes, Las películas del invierno y 581 mapas.

### Versionen
Mayorga veröffentlichte zudem Versionen von Hécuba (Hekabe), von Euripides; La dama boba und Fuenteovejuna, von Lope de Vega; El monstruo de los jardines und La vida es sueño (Das Leben ist ein Traum), von Pedro Calderón de la Barca; Rey Lear (König Lear), von William Shakespeare; Natán el sabio (Nathan der Weise), von Gotthold Ephraim Lessing; Don Juan Tenorio, von José Zorrilla; Woyzeck, von Georg Büchner; El Gran Inquisidor (Der Großinquisitor), von Dostojewski; Un enemigo del pueblo (Ein Voksfeind), von Henrik Ibsen; Platónov, von Anton Tschechow; Ante la Ley (Vor dem Gesetz), von Franz Kafka; Divinas palabras, von Ramón María del Valle-Inclán; La visita de la vieja dama (Der Besuch der alten Dame), von Friedrich Dürrenmatt; und Sonámbulo (Sobre los ángeles, von Rafael Alberti).

## Veröffentlichungen
- Siete hombres buenos. Madrid, 1989.
- Vidas y ficciones de la ciudad de Salamanca. Juan Mayorga y Antonio Álamo. Ed. Consorcio Salamanca, Salamanca, 2002. 96 Seiten.
- El elefante ha ocupado la catedral. Zeichnungen von Daniel Montero. Veintisiete Letritas, 2012. 48 Seiten.
- Teatro 1989-2014. Zeichnungen von Daniel Montero Galán. La Uña Rota. Madrid, 2014. 770 Seiten (2022 erschien die 6. Auflage dieser Anthologie).
- Hamelin; La tortuga de Darwin. Ausgabe von Emilio Peral Vega. Cátedra, Madrid, 2015. 232 Seiten.
- Elipses. Madrid, Uña Rota, 2016. Gesamtausgabe von seinen Essays, Referaten und Artikeln.
- Teatro 1989-2014. Madrid, Uña Rota, 2014.
- Reikiavik. Madrid, La Uña Rota, 2014.
- Famélica. Madrid, La Uña Rota, 2015.
- El cartógrafo. Madrid, La Uña Rota, 2016.
- Cartas de amor a Stalin. La paz perpetua. Castalia. 2016.

## Real Academia Española
Am 12. April 2018 wurde er zum Mitglied der Real Academia Española gewählt, um den Sitz „M“ einzunehmen, der seit dem Tod des Dichters und Linguisten Carlos Bousoños am 24. Oktober 2015 frei war. Besagten Sitz strebte auch die Philologin Dolores Corbella an. Die Kandidatur Mayorgas wurde von den Akademie-Mitgliedern Luis Ansón, Luis Mateo Díez und José Manuel Sánchez Ron befürwortet.

## Auszeichnungen und Aufführungen
Er wurde unter anderem mit folgenden Preisen ausgezeichnet:
- 2007 Premio Nacional de Teatro
- 2009 Premio Valle-Inclán de Teatro
- 2013 Premio Ceres als bester spanischer Dramatiker[25]
- 2013 Premio La Barraca der Universidad Internacional Menéndez Pelayo[26]
- 2013 Premio Nacional de Literatura Dramática
- 2016 Europäischer Theaterpreis für Neue Realitäten
- 2016 Premio Nacional de las Letras "Teresa de Ávila"[27]
- 2022 Prinzessin-von-Asturien-Preis für Literatur[28]

Er erhielt außerdem mehrfach den Premio Max als bester Autor (2006, 2008, 2009) und für die beste Verfilmung (2008, 2013).
Mayorga ist Gründungsmitglied der Academia de las Artes Escénicas de España.
Seine Theaterstücke wurden in Ländern in allen fünf Kontinenten aufgeführt und in über dreißig Sprachen übersetzt. Mehrere deutschsprachige Übersetzungen stammen von Stefanie Gerhold.
Sein Stück El chico de la última fila (dt. Der Junge in der letzten Reihe) wurde von François Ozon 2012 unter dem Titel Dans la maison verfilmt. Der Film gewann beim Filmfestival von San Sebastián 2012 die Goldene Muschel für den besten Film und den Preis der Jury für das beste Drehbuch.